# I Am... (álbum de Nas)
I Am... es el tercer álbum de Nas, del año 1999.

## Lista de canciones
1. «Album Intro»
2. «N.Y. State of Mind, Pt. 2»
3. «Hate Me Now» (con Puff Daddy)
4. «Small World» (producido por Nashiem Myrick)
5. «Favor for a Favor» (con Scarface)
6. «We Will Survive»
7. «Ghetto Prisoners»
8. «You Won't See Me Tonight» (con Aaliyah)
9. «I Want to Talk to You »
10. «Dr. Knockboot»
11. «Life Is What You Make It» (con DMX)
12. «Big Things
13. «Nas Is Like»
14. «K-I-S-S-I-N-G»
15. «Money Is My Bitch»
16. «Undying Love»